# Williams glansstaartkolibrie
De Williams glansstaartkolibrie (Metallura williami) is een vogel uit de familie Trochilidae (kolibries).

## Verspreiding en leefgebied
Deze soort komt voor van centraal Colombia tot zuidelijk Ecuador en telt vier ondersoorten:
- M. w. recisa: het noordelijke deel van Centraal-Colombia.
- M. w. williami: centraal Colombia.
- M. w. primolina: noordelijk Ecuador en zuidelijk Colombia.
- M. w. atrigularis: zuidelijk Ecuador.